# Oliver Hochadel
Oliver Hochadel (Bruchsal, Alemania, 1968) es un historiador de la ciencia, escritor y periodista científico de origen alemán, que desarrolla su labor científica en Cataluña.
Como investigador, ejerce de científico titular en la Institución Milá y Fontanals de investigación en Humanidades del Consejo Superior de Investigaciones Científicas (CSIC) en Barcelona, donde desarrolla su investigación. Su principal ámbito de investigación gira en torno a la interacción entre la ciencia y sus públicos a lo largo de la historia. Durante casi veinte años ha ejercido también como periodista científico. Su carrera académica se ha desarrollado en Alemania, Austria, Suiza, Estados Unidos y España. Ha trabajado sobre la electricidad como ciencia pública en la Ilustración alemana, la historia de los zoológicos en el siglo XIX, la historia de la investigación sobre los orígenes humanos en el siglo XX y la historia urbana de la ciencia alrededor de 1900. Uno de sus trabajos más exitosos ha sido el que gira en torno al proyecto de difusión de Atapuerca, un proyecto original y casi único, que ha analizado en uno de sus libros más representativos, El mito de Atapuerca. Orígenes, ciencia, divulgación, publicado en 2013.

## Publicaciones[1]
- El mito de Atapuerca. Orígenes, ciencia, divulgación (2013)
- Playing with Fire. Histories of the Lightning Rod, conjuntamente con Peter Heering i David Rhees (2009)
- Barcelona: An Urban History of Science and Modernity, 1888-1929, con Agustí Nieto-Galan (2016)
- Urban Histories of Science, 1820-1940, con Agustí Nieto-Galan (2018)